# Racjonalizm światopoglądowy
Racjonalizm światopoglądowy (łac.) ratio – rozum; rationalis – rozumny, rozsądny – światopogląd i postawa, zakładające:
1. Optymistyczną wiarę w postęp społeczny, dobrą naturę ludzką i pozytywną rolę nauki.
2. Przeciwstawianie rozumowi (jako sile pozytywnej), negatywnie ocenianym uczuciom (sentymentom), wierze religijnej, fanatyzmowi, dogmatom, uprzedzeniom, arbitralnej władzy[2].

Racjonalizm ukształtował się w oświeceniowej Francji i wiązany jest z takimi postaciami jak Jean d’Alembert, Voltaire czy Nicolas de Condorcet. Od tamtego czasu, racjonalizm jest też ruchem filozoficzno-światopoglądowym (ruch racjonalistyczny).

## Światopogląd
Światopogląd racjonalistyczny ma wiele wspólnego ze świeckim humanizmem, choć odróżnia go od niego nacisk na stosowanie w każdych okolicznościach własnego rozumu i odrzucanie wielu dogmatów obecnych w klasycznym humanizmie – takich jak choćby antropocentryczny punkt widzenia, będący podstawą etyki humanistycznej.
Racjonalizm jest raczej bliższy sceptycyzmowi – odrzucając wszelkie dogmaty ideologiczne, oprócz wiary w potęgę nieskrępowanego, logicznego myślenia oraz możliwości rozumnego poznawania świata. Światopogląd ten bazuje na jak najbardziej konsekwentnym stosowaniu logicznego i racjonalnego myślenia w każdej dziedzinie powiązanej z poznawaniem i opisywaniem świata (kiedy poznanie jest celem lub środkiem) – bazuje na przekonaniu, że takowe poznanie jest jedynym sposobem mogącym prowadzić do pozyskania rzetelnej wiedzy o rzeczywistości.
Racjonalista przyjmuje pewne paradygmaty stanowiące podstawy nauk przyrodniczych i nauk ścisłych oraz niektórych nauk humanistycznych związanych z człowiekiem i społeczeństwem, lecz o ile te paradygmaty nie są uzasadnione z punktu widzenia zupełnego i skrajnego sceptycyzmu, o tyle mają pewne uzasadnienie empiryczne – są zasadne przy pewnych podstawowych metafizycznych założeniach materializmu takich jak założenie o istnieniu rzeczywistego materialnego świata kierującego się możliwymi do zbadania zasadami. Jednak wobec paradygmatów racjonalista nie jest bezkrytyczny i nie uznaje ich w sposób dogmatyczny, gdyż stanowią one podstawę wielu nauk, ale mogą ulec weryfikacji i zmianom.
Światopogląd racjonalistyczny, w przeciwieństwie do filozoficznego racjonalizmu, za główne kryterium i źródło poznania świata stawia metodologię naukową, rozum i zmysły (doświadczenia empiryczne).
Racjonalizm ostro sprzeciwia się akceptowaniu pseudonauki, a także paranauki oraz wszelkim dogmatom ustanawianym bez potwierdzenia (naukowego lub empirycznego). Nie uznaje także pozbawionego wątpliwości i bezkrytycznego akceptowania autorytetów.
W racjonalizmie nie ma ani autorytetów, ani dogmatów mówiących z góry o tym, co należy uznawać za racjonalne.
O tym, co racjonalne, decyduje własna ocena racjonalisty na podstawie zebranego i całego „materiału dowodowego”, czyli posiadanej wiedzy, a także merytoryczna ocena innych ludzi – racjonalną jest najbardziej „prawdopodobna” (w sensie jak najmniejszego rozmijania się z prawdą i stanem rzeczywistym) hipoteza lub teoria, a najbardziej zbliżony do prawdy jest pogląd najlepiej logicznie uzasadniony oraz sprawdzony empirycznie lub przy pomocy naukowej metodologii. Jeśli dany pogląd można uzasadnić i uzasadnienie to broni się w polemikach oraz przed krytyką i nie ma w nim błędów merytorycznych (a więc broni się tak, jak muszą się obronić teorie naukowe, choć ścisłość nie musi być aż tak duża) to jest on racjonalny. Chociaż każdy pogląd racjonalisty może ulec zmianie, to im lepiej sprawdzona jest dana hipoteza, tym mniejsze są szanse na jej podważenie, a więc jest ona bardziej trwała.
Dlatego racjonaliści najbardziej sobie cenią dobrze sprawdzone informacje i teorie naukowe (na przykład potwierdzone przez wielu niezależnych badaczy), a odrzucają te niesprawdzone lub negatywnie zweryfikowane.
Odrzucenie polega tu – w przypadku niesprawdzonych lub słabo sprawdzonych hipotez – nie na negacji, lecz na braku zaufania do takiego poglądu, nieprzyjmowaniu go.
Racjonalizm nie odrzuca emocji, uczuć, chęci – ale traktuje je jako dopełnienie intelektu, ważną część ludzkiej natury.
Cytat Edgara Morina i Anne Brigitte Kern:
„Prawdziwa racjonalność jest otwarta na dialog ze stawiającą opór rzeczywistością. Ruchem wahadłowym funkcjonuje ona nieustannie między logiką a doświadczeniem empirycznym; jest owocem uargumentowanej debaty, a nie właściwością systemu idei. Rozum ignorujący istnienia, subiektywność uczuciowość, życie – jest irracjonalny. Trzeba zdawać sobie sprawę z wagi mitu, uczucia, miłości, skruchy, które powinno się traktować racjonalnie.”
Naczelne hasło racjonalistów:
- Rozpropagowana przez Immanuela Kanta horacowska sentencja Sapere aude – „odważ się być mądrym” (Horacy, Dimidium facti, qui bene coepit, habet, sapere aude, incipe.).

## Etyka
Najważniejszą normą etyczną jest w tak pojmowanym racjonalizmie rozum. Rozum jest tutaj narzędziem służącym, wraz z informacjami, wiedzą, emocjami i doświadczeniem jako czymś na czym operuje, poznaniu, ocenie i wyborze akceptowanych norm moralnych. W etyce racjonalistycznej występuje pewna swoboda, ale jest ona ograniczona – przez rozum, logikę, naukę, wiedzę, wrażliwość oraz społeczeństwo w którym się osoba znajduje (poprzez jego wpływ, ale także poprzez naukę – czy to od rodziców, czy też w szkole). To odróżnia etykę racjonalizmu od relatywizmu moralnego.
Racjonalista nie przyjmuje etyki objawionej (antynaturalistycznej) ani „moralnych praw natury” – skłania się raczej w kierunku etyki naturalistycznej, czyli wywodzenia zasad moralnych z rozumnego i naukowego podejścia do obserwacji empirycznych (nauki przyrodnicze i ew. społeczne).
Racjonalista zauważa, że niektóre normy moralne powstają na zasadzie przekazania ich przez rodziców lub poprzez mechanizm empatii czy też altruizmu lub wynikają z innych wspólnych dla większości osobników naszego gatunku cech psychiki, ale jednocześnie stara się te normy dodatkowo podbudować racjonalnym wyjaśnieniem potrzeb ich zachowywania (na podstawie wniosków wynikających z własnych chęci, dążeń, celów, obserwacji, ale nie bazujących wyłącznie na egoizmie, lecz raczej na zauważaniu swojej roli i swojego miejsca w świecie i społeczeństwie).
Racjonalizm popiera większość podstawowych norm etycznych charakterystycznych dla większości ludzkości – jednak popiera nie ze względu na tradycję lub pochodzenie czy też wyłącznie rachunek zysków i strat i pragmatyzm albo emocje i uczucia, ale głównie ze względu na wiele argumentów przemawiających za ich zachowaniem – argumentów mających za podstawę wiedzę oraz wrażliwość.
Racjonalizm sam w sobie nie potępia innych norm etycznych ani systemów ideologicznych, światopoglądowych czy religijnych – charakteryzuje się najczęściej tolerancją i neutralnym do nich podejściem, ale sprzeciwia się ich odgórnemu narzucaniu i brakowi tolerancji wobec poglądów jednostki. Jedyne narzucane odgórnie normy, jakie toleruje, dotyczą prawa, czyli zasad regulujących wspólne życie w społeczeństwie, przy czym racjonalizm popiera ideę państwa demokratycznego i światopoglądowo neutralnego.
Poza tym racjonalizm powiązany jest nadzwyczaj często z afirmacją liberalizmu. „Żyj i daj żyć innym” jest uznawane za racjonalne hasło, które przywraca każdej jednostce przysługujące jej prawa człowieka, choć nie tamuje jej też drogi do zrzeszania się we wspólnotach. W związku z powyższym, racjonalista za główne kryterium moralności uznaje zazwyczaj krzywdę, bądź jej brak (bądź też cierpienie, czy jego brak). Skoro sprzeciwia się on dogmatom (w tym religijnym), nie jest jednak przychylnie nastawiony np. do kultury islamskiej, w której kobiety nie mają niemal żadnych praw. Według światopoglądu racjonalistycznego, nie ma obiektywnych podstaw do tego, aby kobieta była traktowana gorzej, niż mężczyzna. Będzie zatem zwolennikiem przywrócenia praw muzułmankom, choć z pewnością duża ich część pogodziła się ze swoim gorszym losem. Jest to kwestia dość kontrowersyjna, ponieważ rozchodzi się tutaj o wewnętrzne sprzeczności; racjonalista respektuje bowiem prawa człowieka, w tym prawo do wyznawania dowolnej religii; w chwili jednak, gdy zbiór przekonań religijnych, czy ideologicznych, odmawia ludziom innych praw, sytuacja jest zarazem paradoksalna, ale i dość prosta. Najbardziej racjonalnym stanowiskiem wydaje się być „brak tolerancji dla nietolerancji”.

## Kontrowersje
Racjonalizm bywa utożsamiany z filozofią oświecenia i odrzucany jako światopogląd anachroniczny przez środowiska religijne z jednej i postmodernistyczne z drugiej strony. Współczesny racjonalizm nie jest jednak tożsamy z racjonalizmem oświeceniowym, ma w nim tylko swoje historyczne korzenie (sięgające wcześniej także do antycznej Grecji). Współczesny racjonalizm opiera się głównie na myśli Bertranda Russella oraz Karla Poppera.
Racjonalizm bywa postrzegany jako antyreligijny. Racjonalizm nie jest krytyczny wobec wszelkich aspektów religii, tylko wobec jej konkretnych elementów dogmatycznych. Racjonalizm nie musi być natomiast sprzeczny z poglądami ateistycznymi, agnostycznymi i naturalistycznymi..
Często racjonaliści bywają oskarżani o to, że przywłaszczają sobie racjonalność zachowania i przekonań  . Bierze się to jednak z nieporozumienia pojęciowego i mylenia „racjonalizmu” z „racjonalnością”. O ile „racjonalność” jest pojęciem dotyczącym metody, o tyle „racjonalizm” to pojęcie dotyczące idei. Racjonaliści nie zaprzeczają, że większość ludzi w bardzo wielu sprawach zachowuje się racjonalnie, i nie uważają, że tylko racjonaliści mają wyłączność na racjonalne zachowania. Racjonalizm jest jednak ideą kompleksowej racjonalności. 
Racjonalnymi mogą być także działania i przekonania, które związane są z nieracjonalnymi postawami czy przekonaniami. Na przykład hitlerowskie obozy zagłady były bardziej racjonalnym środkiem prowadzącym do zagłady Żydów niż np. zbiorowe egzekucje. W wyniku mylenia racjonalności prakseologicznej z postawą i filozofią racjonalistyczną jest możliwe uważanie Holocaustu za naturalną konsekwencję Oświecenia (np. Zygmunt Bauman).

## Krytyka
Krytycy zarzucają racjonalistom, iż pomimo ich negatywnego nastawienia do wierzeń i apriorycznych założeń, sami podzielają niektóre z nich, w szczególności wiarę w to, że świat jest poznawalny rozumowo, wiarę w metodologię naukową jako najlepszy sposób poznawania rzeczywistości.
Często zarzuca się racjonalistom wiarę w naukowe uzasadnienie własnego światopoglądu oraz zastąpienie wiary w Boga wiarą w rozum. Współczesny racjonalizm nie jest jednak związany z tego rodzaju poglądami lub są one marginalne. Naukowo uzasadniane są teorie i twierdzenia naukowe, zaś racjonalizm jest ideologią, która, w przeciwieństwie do fideizmu, czy intuicjonizmu, zakłada zasadę konsekwentnego stosowania racjonalności – przy rozwiązywaniu problemów, kształtowaniu poglądów, podejmowaniu decyzji itd. Racjonalność z kolei, ze względów prakseologicznych, opiera się głównie na nauce i metodologii naukowej. Współcześni racjonaliści nie wierzą w rozum tak jak np. fideiści czy mistycy wierzą w Boga. Racjonalizm odrzuca bowiem absolutyzację rozumu i jest immanentnie związany z krytycyzmem i sceptycyzmem poznawczym.